# Андроник IV Палеолог
Андро́ник IV Палеоло́г (греч. Ἀνδρόνικος Δ' Παλαιολόγος; 2 апреля 1348 — 28 июня 1385) — византийский император с 1376 по 1379 гг. Старший сын императора Иоанна V Палеолога от его супруги Елены Кантакузины, дочери Иоанна VI Кантакузина, брат Мануила II.

## Биография
Несмотря на титул соимператора с начала 1350-х, он восстал в 1373 году, когда султан Мурад I вынудил Иоанна V стать вассалом. Андроник IV объединился с сыном Мурада, восставшим против своего собственного отца, но восстания не удались. Мурад ослепил сына и потребовал, чтобы Иоанн V ослепил Андроника IV, но тот ослепил Андроника только на один глаз.
В 1376 году генуэзцы помогли Андронику бежать из тюрьмы и взять под свой контроль Константинополь, в скором времени, однако, подвергшийся нападению врагов Генуи — венецианцев, свергнувших Андроника в 1379 году и восстановивших у власти Иоанна V. Андронику оставили звание соимператора и дали в личную собственность город Селимбрию (Силиври), где он умер в 1385 году.
С женой Марией (Кераца-Мария, монахиня Макария), дочерью царя Болгарии Иоанна-Александра и Теодоры Валашской, у Андроника IV было несколько детей, в их числе Иоанн VII Палеолог, император в 1390 году.